# Swing (kunstwerk)
Swing is een openbaar kunstwerk in Eindhoven. De constructie staat bij de Karel de Grotelaan en Meerveldhovenseweg, tussen de Genderbeemdbrug en Gagelboschbrug.
Het kunstwerk werd in 1977 ontworpen door kunstenaar Arie Berkulin. Het is vervaardigd uit cortenstaal. De sculptuur levert vanuit verschillende invalshoeken een ander beeld op, zo zijn er een vierhoek, driehoek, trapezium en zandloper te herkennen.

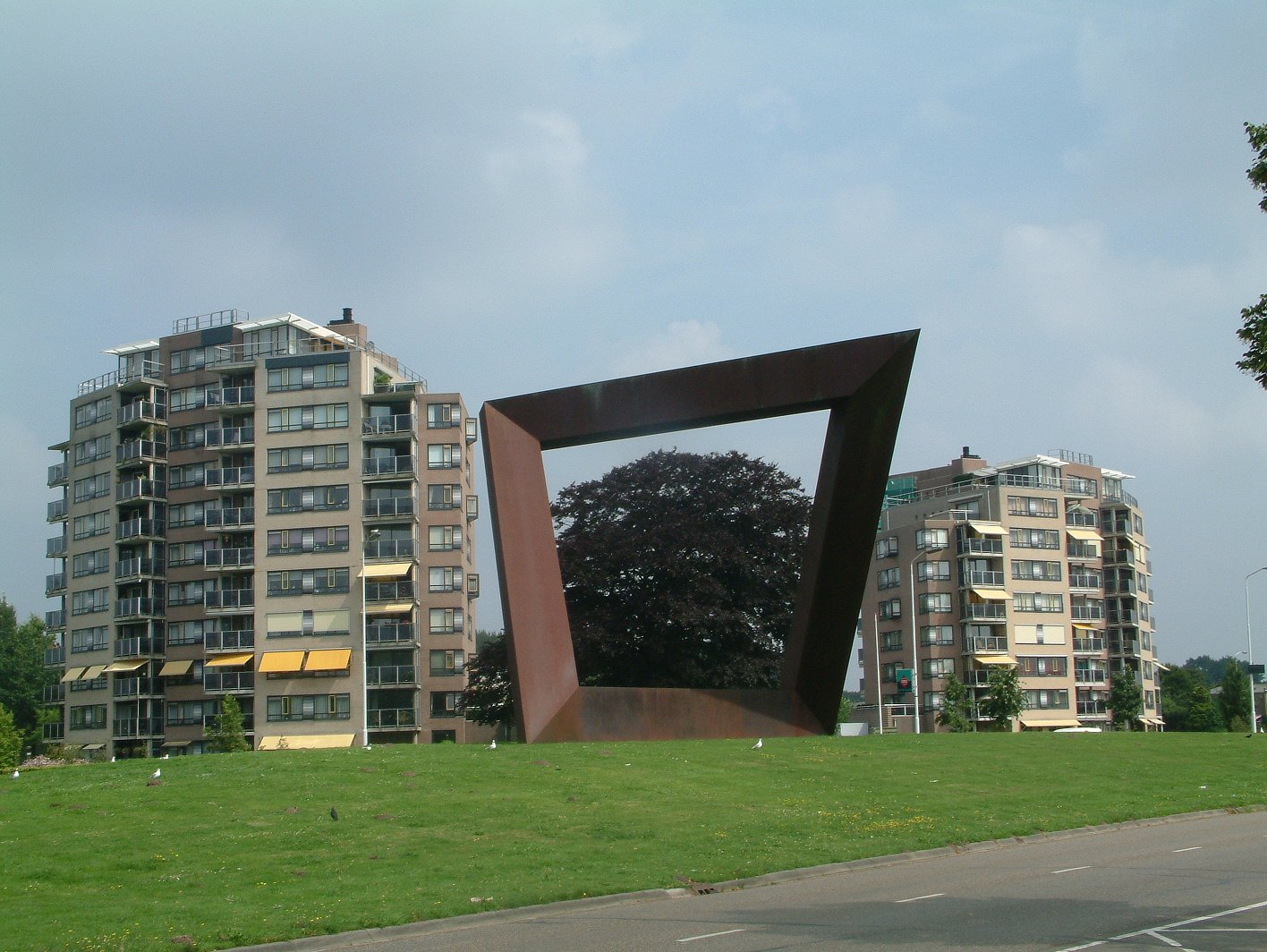
Vierhoek
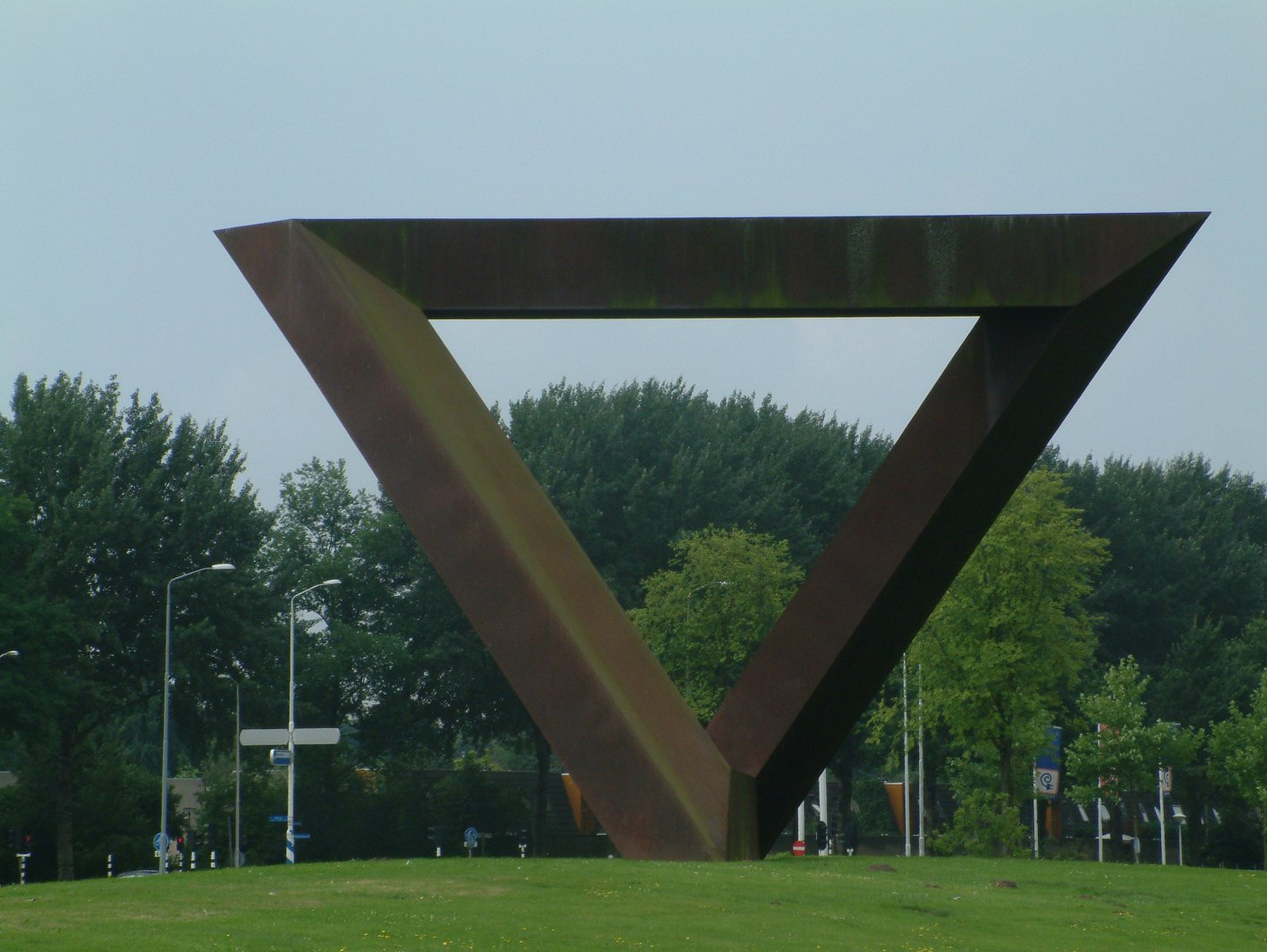
Driehoek
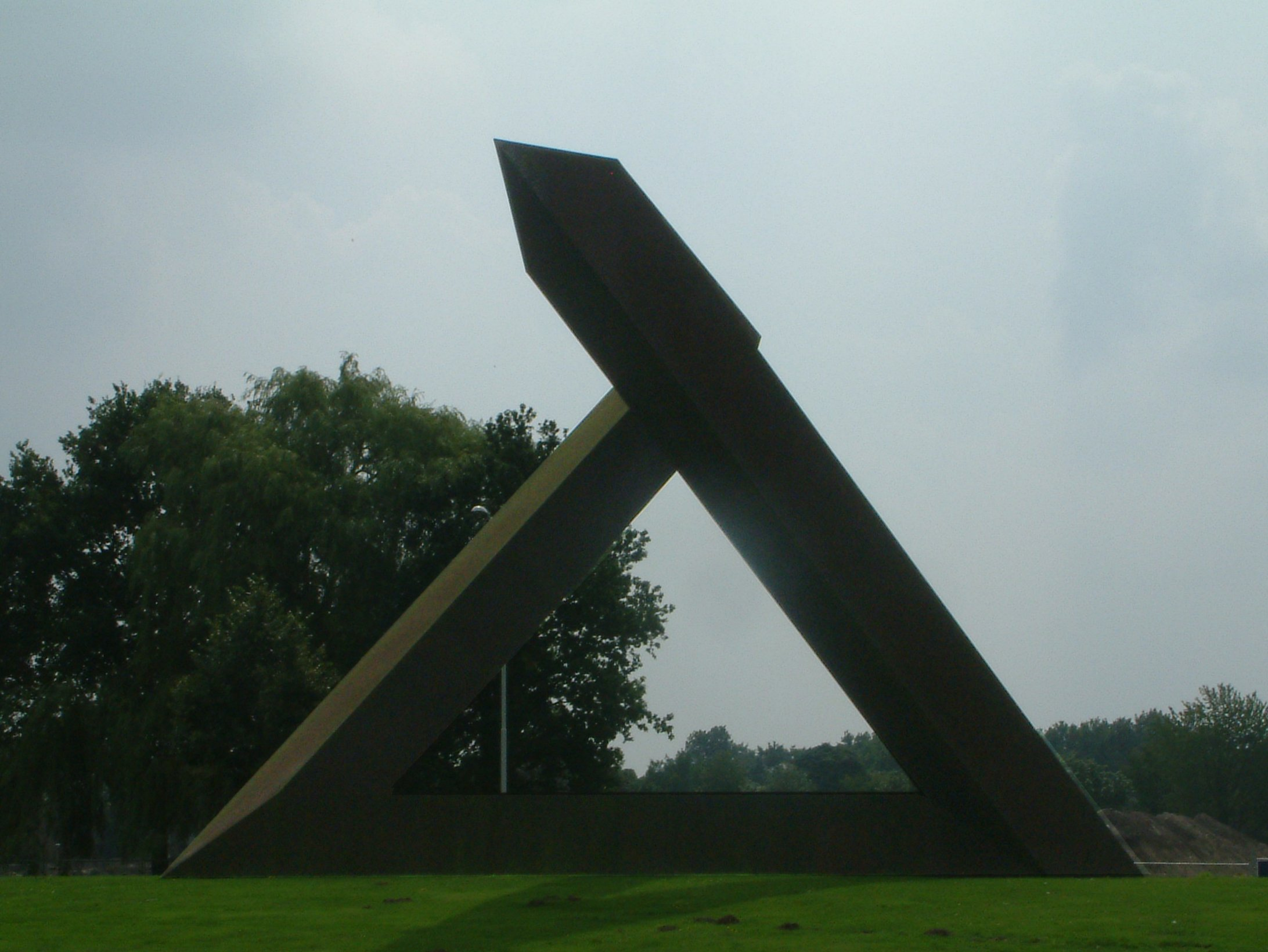
Swing
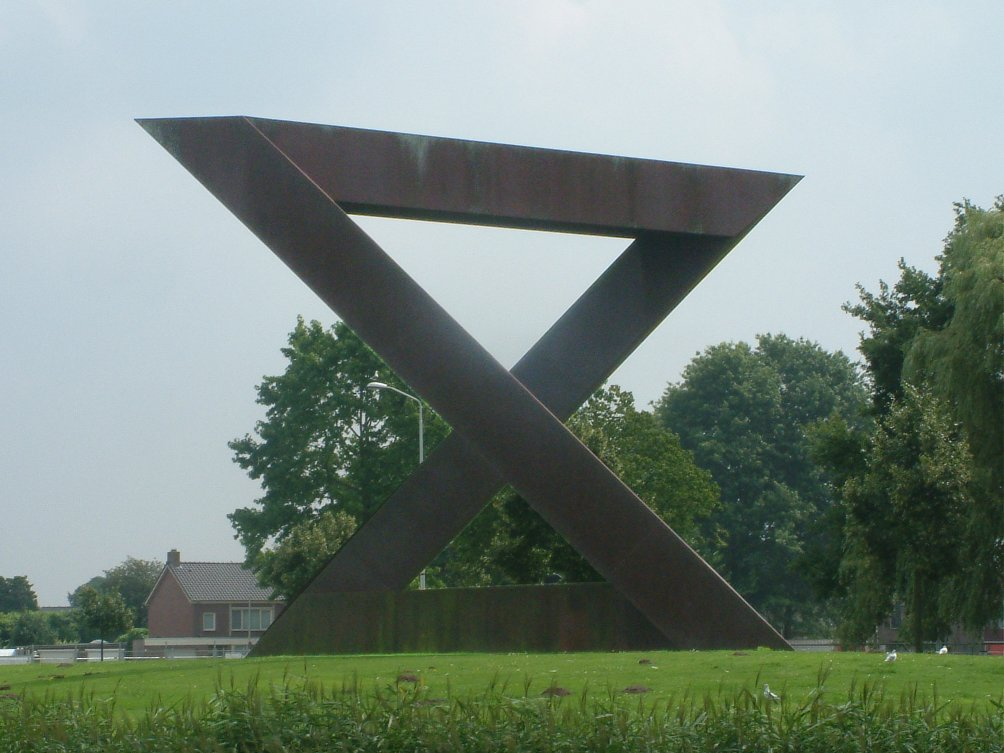
Zandloper